# Михаил Смирнов
Михаил Смирнов (на руски: Михаи́л Смирно́в) е руски певец, финалист на втория сезон на телевизионното шоу „Голос. Дети“ на Първи канал, актьор и представител на страната си на Конкурса за детска песен на Евровизия през 2015 г. с песента „Мечта“.

## Биография
Михаил е роден на 30 април 2003 г. в Москва в семейство на математици. Занимава се с музика от 3-годишна възраст. Майка му е завършила музикално училище, свирила е на пиано и именно от нея Миша наследява любовта си към музиката. В детството си той е заеквал и докторът го посъветвал да се занимава с пеене. Това отвежда Михаил във вокално студио. Започва солова кариера в местния Дом на културата, където първият му вокален педагог Юлия Нарницкая веднага забелязва добрите му вокални данни и музикален слух. Постепенно Михаил започва да се изявява на различни конкурси, където заема призови места. На 8 години Миша се премества в друго студио, а където има и нов педагог – Людмила Симон, под чието ръководство той доусъвършенства гласа си и има по-значими победи. На 25 септември 2015 е избран да представя Русия на Детската Евровизия на национална селекция, организирана от канал „Карусель“.
Първият му опит да попадне във формата „Голос. Дети“ е през 2013 г., когато е и първият сезон на шоуто. Макар да отива на прослушванията в Остакино, той не е допуснат до фазата с прослушванията. На следващата година обаче е допуснат и се явява пред журито с песента на Майкъл Джексън „Ben“. Стига до финала, където изпълнява песента на Индила „S.O.S.“, но според резултатите на зрителите не стига до суперфинала.
Активно се занимава и с актьорска дейност.